# Калушкин, Иван Петрович
Ива́н Петро́вич Калу́шкин (Колушкин; неизвестно — 30 ноября 1742) — российский дипломат.

## Биография
Родился в дворянской семье. Службу начал подьячим. Среди прочих молодых дворян был отправлен учиться в Европу (по собственному желанию), и 6 февраля 1717 года (по н. ст.) поступил в Кёнигсбергский университет.
После окончания университета служил переводчиком в российском посольстве в Дании, затем был переведён в Париж. Известно, что в 1728 году он замещал французского посла А. Б. Куракина, ведя интенсивную дипломатическую переписку.
В 1732 году получил должность секретаря Секретной экспедиции Коллегии иностранных дел.
В 1735 году стал резидентом в Персии, сменив скончавшегося Семёна Аврамова. В период работы Калушкина при персидском дворе, длившейся до его смерти в 1742 году, проходили кавказские военные кампании Надир-шаха. К политике последнего Калушкин относился неодобрительно, но рекомендации Ивана Петровича по ужесточению российско-персидских отношений не были поддержаны президентом Коллегии иностранных дел А. И. Остерманом.